# 弗莱克斯堡
弗莱克斯堡（法語：Flexbourg，法語發音：[flɛksbuʁ] ⓘ）是法国下莱茵省的一个市镇，属于莫尔塞姆区。

## 地理
弗莱克斯堡（48°34'19"N, 7°25'51"E）面积1.7 平方千米，位于法国大東部大區下莱茵省，该省份为法国大陆部分最东部的省份，是阿尔萨斯的一部分，今与上莱茵省组成了阿尔萨斯欧洲集体，其南至上莱茵省，西南接孚日省和默尔特-摩泽尔省，西接摩泽尔省，北与德国接壤。
与弗莱克斯堡接壤的市镇（或旧市镇、城区）包括：斯蒂、巴尔布龙、贝格比滕、布吕什河畔丁赛姆。
弗莱克斯堡的时区为UTC+01:00、UTC+02:00（夏令时）。

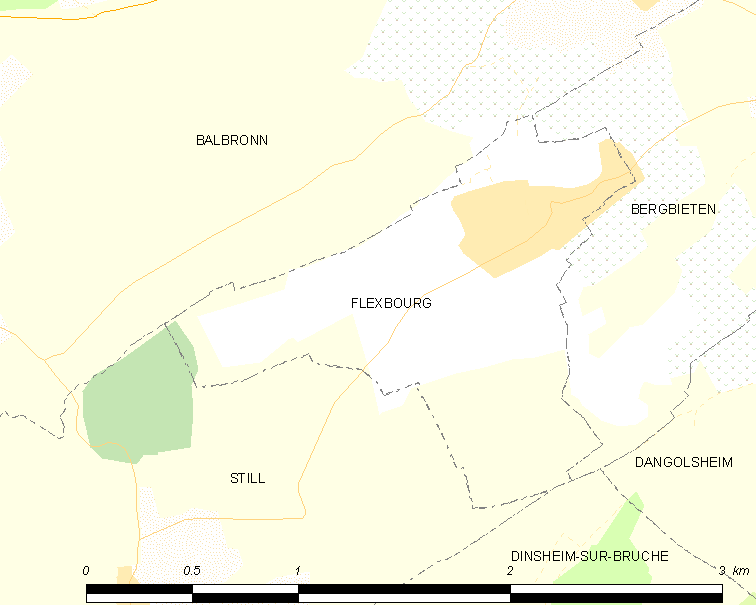
弗莱克斯堡的OSM定位图

## 行政
弗莱克斯堡的邮政编码为67310，INSEE市镇编码为67139。

## 政治
弗莱克斯堡所属的省级选区为莫尔塞姆县。

## 人口

1962-2008年间弗莱克斯堡人口变化图示

弗莱克斯堡于2022年1月1日时的人口数量为481人。